# Toussaint Casanelli d'Istria

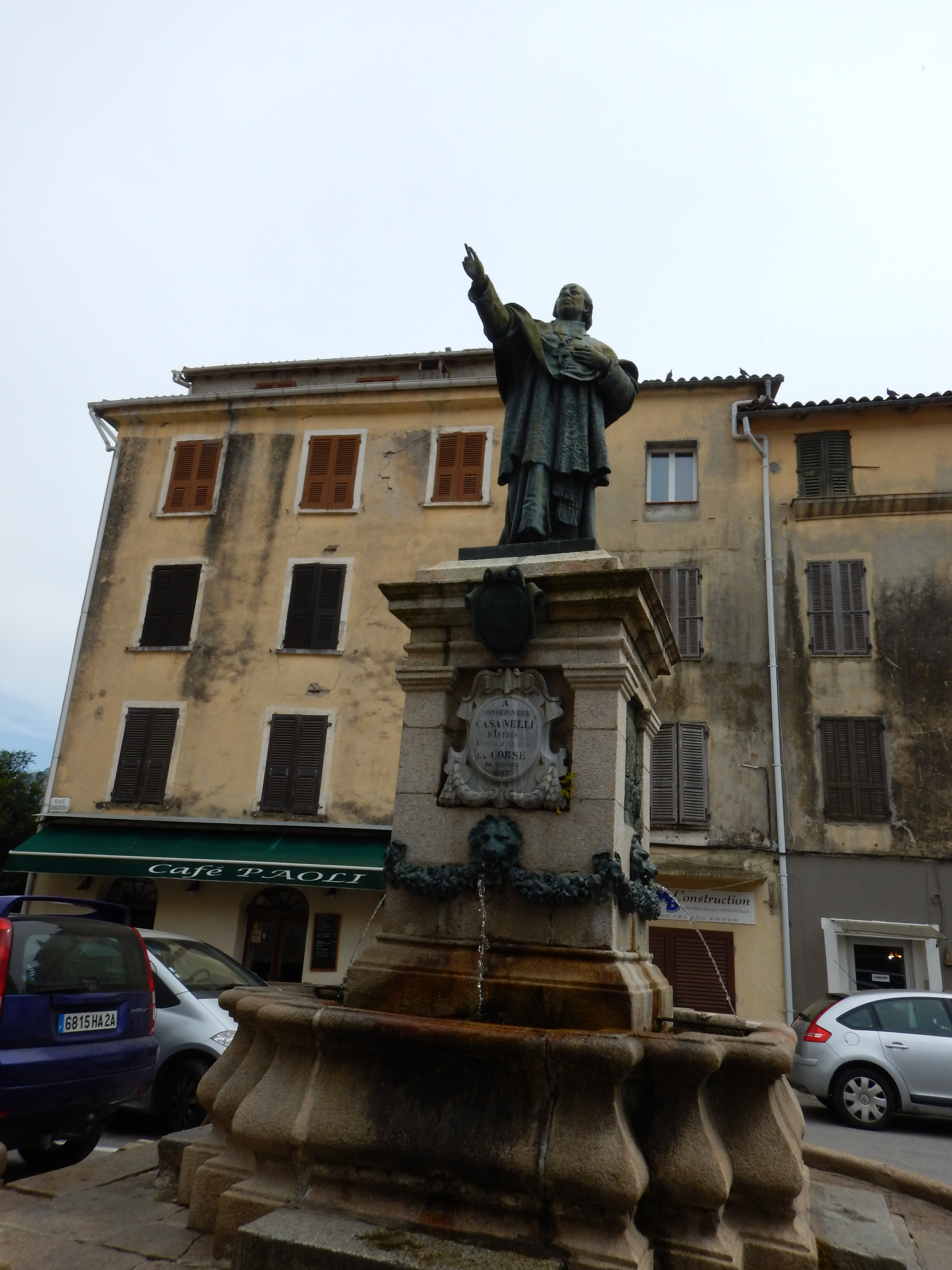
Monument de Casanelli D'Istria à Vico (par Vital Dubray)

Xavier Toussaint Raphaël Casanelli d'Istria (24 octobre 1794 à Vico - 12 octobre 1869 au couvent de Vico) fut évêque d'Ajaccio. Il est inhumé dans la cathédrale d'Ajaccio.

## Biographie
Il est le fils de Giordani Casanelli, négociant, président du tribunal du district de Vico.
Après avoir suivi ses études religieuses au Vatican, il est nommé évêque d'Ajaccio le 28 juin 1833 et préconisé le 30 septembre. Puis il est sacré le 8 décembre en la cathédrale d'Auch.
Casanelli d'Istria s'est illustré dans l'Histoire corse pour avoir été le premier à faire cesser une vendetta, à Vico, où sa statue est érigée. Elle avait fait 60 morts et c'est la dernière qu'a connue le village. On peut encore voir dans la cathédrale d'Ajaccio chape, dalmatique (soie rouge, moiré, fil or) avec, dans la partie inférieure, de chaque côté, son blason.

## Armes et devise
Coupé : au I parti au 1 d'or à 3 dragons volants d'argent l'un sur l'autre, au 2 de sinople à 2 fasces de gueules; au II au château crénelé surmonté d'une tourelle adextrée et senestrée de 2 ceps de vigne issant des extrémités du château, le tout d'argent. 
Auxilium de Sancto